# تريستان لويس
تريستان لويس (بالفرنسية: Tristan Louis)‏ هو صحفي ومؤلف ومهندس فرنسي، ولد في 28 فبراير 1971 في ديجني ليس باينس في فرنسا.